# Maria Josefa
Maria Josefa da Fontoura Pereira Pinto (Viamão, 1775 — Porto Alegre, 9 de novembro de 1837) foi uma poetisa, escritora, professora e jornalista brasileira.

## Biografia
Considerada a primeira jornalista brasileira, a data de seu nascimento é incerta. Uns dão conta de 1775, outras fontes informam que teria sido entre 1786 e 1788. Foi abandonada pelos pais, ou como se dizia à época, exposta à porta da casa de Teodósio Rodrigues de Carvalho e Josefa Joaquina da Conceição, em Viamão, sendo por eles adotada e criada. 
Casou-se com Manoel Inácio Barreto, de quem adotou o sobrenome, e que exercia o cargo de  carcereiro da cadeia de Porto Alegre. Mais tarde viria a se tornar soldado e depois comandante de prisão em Porto Alegre,  sendo acusado, certa ocasião,  de facilitar a fuga de um condenado à morte. Manoel Inácio Barreto fugiu à acusação e desapareceu sem deixar vestígios e deixando desamparada sua mulher Maria Josefa. 
Em 1833, lutando pela sobrevivência,  Maria Josefa fundou dois jornais legalistas: "A Idade D'Ouro", junto com Manuel dos Passos Figueroa. Reza a lenda que seu nome é citado em 14 artigos ou verbetes de sua época, nos quais, porém, somente foi encontrado um soneto: "Aos 55 anos do Sr. Dom João VI", que foi publicado no Almanaque de 1867 do doutor César Marques.

## Obra
"Aos 55 anos do senhor D. João VI"
(escrito em 1822)
"Lá onde o Tejo undoso ufano pisa,
Dos brilhantes lauréis já despojada,
De fúnebre cipreste a fronte ornada,
Lísia envolvida em pranto se divisa.
Na saudade cruel que a penaliza,
Invejosa suspira, consternada,
Quando América assaz afortunada
A glória de João imortaliza.
No seu erguido trono brasileiro,
Fundador de uma nova monarquia,
Qual de Ourique Afonso, Rei primeiro,
Ditando sábias leis, já neste dia
De onde lustros o giro vê inteiro
O grande filho da imortal Maria."